# Umayya ibn 'Abd Shams
Umayya ibn ʿAbd Shams (in arabo ﺍﻣﻴـة ﺑﻦ ﻋﺒﺪ ﺷﻤﺲ‎?; fl. VI secolo) era un componente del clan (che da lui prese il nome di Banū Umayya, ovvero Omayyadi) dei Banu 'Abd Shams, della tribù araba dei Quraysh di Mecca.

## Biografia
Umayya era il figlio adottivo di ʿAbd Shams b. ʿAbd Manāf e fu il padre di Ḥarb b. Umayya (nonno materno di Muʿāwiya b. Abī Sufyān, primo Califfo omayyade di Siria) e di Abū l-ʿĀṣ b. Umayya.